# Oncerotrachelus acuminatus
Oncerotrachelus acuminatus är en insektsart som först beskrevs av Thomas Say 1832.  Oncerotrachelus acuminatus ingår i släktet Oncerotrachelus och familjen rovskinnbaggar. Inga underarter finns listade i Catalogue of Life.